# Emma Nevada
Emma Nevada, właśc. Emma Wixom (ur. 7 lutego 1859 w Alpha w stanie Kalifornia, zm. 20 czerwca 1940 w Liverpoolu) – amerykańska śpiewaczka operowa, sopran.

## Życiorys
Podstawy edukacji muzycznej odebrała w Oakland, następnie wyjechała do Wiednia, gdzie została uczennicą Mathilde Marchesi. Zadebiutowała w 1880 roku na deskach Her Majesty’s Theatre w Londynie jako Amina w Lunatyczce Vincenzo Belliniego. Przyjęła wówczas pseudonim sceniczny Nevada. W kolejnych latach występowała w Trieście, Florencji, Mediolanie, Paryżu i Pradze. W latach 1884–1885 występowała w nowojorskiej Academy of Music. W 1885 roku na scenie Covent Garden Theatre w Londynie wykonała napisaną specjalnie dla niej partię sopranową w trakcie prapremiery oratorium The Rose of Sharon Alexandra Mackenziego. W 1910 roku przeszła na emeryturę.
Zasłynęła jako odtwórczyni głównych ról w operach Vincenzo Belliniego, a także jako Filina w Mignon Ambroise’a Thomasa i Mireille w Mireille Charles’a Gounoda. Medalion z jej podobizną umieszczono na pomniku Belliniego w Neapolu obok medalionów z wizerunkami Giuditty Pasty i Marii Malibran. 
Jej córką była śpiewaczka operowa Mignon Nevada.